# Rudolf Pecinovský
Rudolf Pecinovský (ur. 17 lipca 1954 w Pradze) – czeski autor książek poświęconych programowaniu.
Jego dorobek wydawniczy obejmuje ponad 40 podręczników do nauki programowania oraz szereg artykułów w prasie fachowej. Publikacje książkowe autora zostały przetłumaczone na pięć języków. 
W latach 1973–1976 studiował cybernetykę teoretyczną na Wydziale Inżynierii Jądrowej i Fizycznej Politechnice Czeskiej w Pradze, później uczelnia zamknęła ten kierunek ze względu na zbyt małą liczbę studentów. W związku z tym Pecinovský przeniósł się na Wydział Elektrotechniczny, gdzie ukończył studia w 1979 roku. Następnie odbył aspiranturę w Instytucie Teorii Informacji i Automatyzacji Czechosłowackiej Akademii Nauk, gdzie w 1983 r. otrzymał tytuł kandydata nauk (CSc.) w dziedzinie cybernetyki.
Jest redaktorem naczelnym redakcji literatury komputerowej w wydawnictwie Grada.

## Publikacje (wybór)
- Návrhové vzory – 33 vzorových postupů pro objektové programování. ISBN 978-80-251-1582-4.
- OOP – Naučte se myslet a programovat objektově. ISBN 978-80-251-2126-9.
- Java 7 – Učebnice objektové architektury pro začátečníky, ISBN 978-80-247-3665-5.
- Java 8 – Úvod do objektové architektury pro mírně pokročilé. ISBN 978-80-247-4638-8.
- OOP a Java 8 – Návrh a vývoj složitějšího projektu vyhovujícího zadanému rámci. ISBN 978-80-87924-03-7.
- Java 9 – Kompletní příručka jazyka. Praha: Grada Publishing, 2017. ISBN 978-80-271-0715-5.
- Python – Kompletní příručka jazyka pro verzi 3.8, ISBN 978-80-271-2891-4.